# Нярмаяха
Нярмаяха (устар. Нярма-Яха) — река в России, протекает по Ямало-Ненецкому автономному округу. Длина — 81 км.
Река берёт начало на северо-западных склонах Полярного Урала. В верховьях проходит через несколько озёр, одно из которых Нярмато. Направление течения северное. После присоединения ручья Харапэшор меняет направление на западное. Протекает через несколько каньонов, образуя пороги и водопады. Впадает в реку Кара на 150 км.
Река Нярмаяха используется в целях водного туризма.
Крупные притоки: Юнъяха, Сангошор. Харапэшор, Сябтаяха, Еркытарка, Хибясядаяха, Хольтайбэйяха, Нгысыхыяха, Интернациональный, Тисьнензасё.

## Данные водного реестра
По данным государственного водного реестра России относится к Нижнеобский бассейновый округ, водохозяйственный участок реки — реки бассейна Карского моря от западной границы бассейна реки Бол. Ою до мыса Скуратова. Речной бассейн реки — бассейн Карского моря междуречья Печоры и Оби.
Код объекта в государственном водном реестре — 15010000112103000090486.